# هیلل بن سموئیل
هیلل بن سموییل یا هیلل ورنا(۱۲۲۰- ۱۲۹۵ میلادی) پزشک، فیلسوف و تلمودشناس یهودی ایتالیایی بود. او نواده دانشمند تلمودشناس مشهور العازر بن سموییل ورونایی بود.

## زندگی
هیلل بن سموییل در خانواده سرشناسی از حکیمان حاخامی و در شهر بارسلونا زاده شد. او تحصیلات مقدماتی تلمودی و علوم طبیعی را در شعر بارسلونا به اتمام رسانید. وی علوم دینی را در محضر استادش یونا گروندی، که در علم و تقوا زبانزد بود، آموخت. او در همین زمان که تحت تاثیر علاقه استادش به موسی بن میمون قرار گرفته بود، خود به مطالعه آثار ابن میمون و به ویژه آثار فلسفی او پرداخت و به تدریج یکی از دوستداران سنت فلسفی ابن میمون گردید. او در مون‌پلیه در جنوب فرانسه علوم پزشکی را مطالعه کرد و تعدادی رساله نیز در طب از بقراط و جالینوس ترجمه کرد. وی در رم به کار طبابت مشغول شد و در این زمان نسخه‌ای از کتاب جراحی اکبر از برونو اهل لونگوبرگو را به دست آورد و ترجمه نمود. علاوه بر این آثار، هیلل به جهت همراهی با فلاسفه در مقابله با مخالفان ایشان در پایان سده سیزدهم آوازه جهانی یافت.
هیلل بن سموییل همچنین به جنبه فلسفی ابن سینا بسیار علاقه‌مند بود و چنین اثر از ابن‌سینا(از جمله فصل طبیعیات در کتاب شفا) را ترجمه کرده‌است. او همچنین رساله‌ای از ابن رشد با عنوان سه مقاله پیرامون عقل را ترجمه کرد. او با الهیات مسیحی به ویژه توماس آکویناس نیز آشنایی داشته است.